# Coleophora teneriffella
Coleophora teneriffella é uma espécie de mariposa do gênero Coleophora pertencente à família Coleophoridae.